# ذوالفقار حاجی‌بیف
ذوالفقار حاجی‌بیف (به ترکی آذربایجانی: Zülfüqar Hacıbəyov) (۱۷ آوریل ۱۸۸۴، شوشی - ۳۰ سپتامبر ۱۹۵۰) آهنگساز آذربایجانی بود که نقش مهمی در تأسیس تئاتر موزیکال کمدی آذربایجان داشت. او در سال ۱۹۴۳ لقب خادم هنر افتخاری آذربایجان و در سال ۱۹۴۶ نشان افتخار دریافت کرد.
او پدر نیازی و برادر عزیر حاجی‌بیف آهنگسازان آذربایجانی است.

## آثار

### کمدی موزیکال
- جوان در پنجاه‌سالگی[۱] - ۱۹۰۹
- زن یازده ساله[۲] - ۱۹۱۱
- مجرد متأهل[۳] - ۱۹۱۱

### اپرا
- عاشیق غریب[۴] - ۱۹۱۵

## سمفونی
- رقص کنیزان[۵] - ۱۹۳۲